# Пек Кон У
Пек Кон У (кор. 백건우, нар. 10 березня 1946, Сеул, Південна Корея) — південнокорейський класичний піаніст.
Свій перший концерт дав у віці 10 років у супроводі Корейського національного оркестру, виконавши фортеп'янний концерт Едварда Гріга. Навчався в Кореї, потім у Джульярдській школі, Лондоні та Італії у таких педагогів, як Розіна Левіна, Вільгельм Кемпф, Ілона Кабош, Ґвідо Аґості. 1969 року завоював Золоту медаль на Міжнародному конкурсі піаністів імені Бузоні в Больцано (нагорода, що височіє над традиційними преміями, була вручена вперше та єдиний раз за всю історію змагання), 1971 року став лавреатом першої премії Наумбурзького конкурсу молодих виконавців.
Виступав у таких знаменитих залах, як Карнеґі-хол, Лінкольн-центр, Віґмор-хол, Берлінська філармонія; з такими оркестрами, як Лондонський симфонічний оркестр, Симфонічний оркестр Бі Бі Сі, Пітсбургський симфонічний оркестр, Російський національний оркестр, оркестр Санкт-Петербурзької філармонії, оркестр Парижа, Оркестровий ансамбль Парижа, Національний оркестр Франції, оркестр Раї Торіно, Варшавський філармонічний оркестр, Національний оркестр Польського радіо, Англійський камерний оркестр; з такими диригентами, як Невілл Маррінер, Михайло Плетньов, Маріс Янсонс, Лоренс Фостер, Джеймс Конлон, Дмитро Китаєнко, Джон Нельсон, Еліаху Інбал. Регулярний учасник багатьох музичних фестивалів.
Його репертуар дуже різноманітний і часом несподіваний. Автор перекладів творів Ліста та Берліоза.
Живе в Парижі, художній керівник Музичного фестивалю на Смарагдовому березі в Дінарі (Франція), з 2000 — кавалер ордена Мистецтв та літератури (Франція). У вересні 2000 року став першим корейським артистом, який виступив з концертами в Китаї.
Лавреат премії Золотий камертон (Diapason D'Or) 1992 року (за записи Олександра Скрябіна), 1993 року (за записи Сергія Прокоф'єва).

## Дискографія
- 1992 — Моріс Равель, всі твори для фортеп'яно.
- 1992 — Сергій Прокоф'єв, фортеп'янні сонати № 5-7.
- 1994 — Сергій Прокоф'єв, всі фортеп'янні концерти (диригент Антоній Віт, Національний симфонічний оркестр Польського радіо).
- 1995 — Моріс Равель, фортеп'янні концерти.
- 1996 — Пек Кон У грає Скрябіна.
- 1998 — Фелікс Мендельсон, Пісні без слів.
- 1998 — Сергій Рахманінов, всі твори для фортеп'яно з оркестром (диригент Володимир Федосєєв, Московський симфонічний оркестр радіо).
- 2000 — Ференц Ліст, Ерік Саті, Клод Дебюссі, Франсіс Пуленк: фортеп'янні твори.
- 2000 — Йоганн Себастьян Бах в транскрипціях Ферруччо Бузоні: токкати, чакони, хоральні прелюдії.
- 2002 — Пек Кун У грає Ґабріеля Форе.
- 2003 — Фридерік Шопен, всі твори для фортеп'яно з оркестром.
- 2005 — Людвіг ван Бетховен, фортеп'янні сонати № 16-26.
- 2006 — Людвіг ван Бетховен, фортеп'янні сонати № 1-15.
- 2007 — Людвіг ван Бетховен, фортеп'янні сонати № 27-32.